# 9208 Takanotoshi
9208 Takanotoshi (1994 TX2) là một tiểu hành tinh vành đai chính được phát hiện ngày 2 tháng 10 năm 1994 bởi K. Endate và K. Watanabe ở Kitami.